# Gueorgui Friedländer
Gueorgui Mikhaïlovitch Fridlender ou Friedländer (en russe : Георгий Михайлович Фридлендер) (9 février 1915, Kiev — 22 décembre 1995, Saint-Pétersbourg), est un critique littéraire soviétique et russe, académicien de l'Académie des sciences de Russie.
Il s'est spécialisé dans l'étude de la littérature russe du XIXe siècle, et en particulier de l'œuvre de Fiodor Dostoïevski et s'intéresse aussi aux aspects théoriques liés à l'esthétique et à la poésie. Il est docteur honoris causa de l'université de Nottingham, membre de l'Union des écrivains de Saint-Pétersbourg. Il est membre effectif de l'Académie des sciences de Russie depuis 15 décembre 1990, au sein du département de langue et de littérature.

## Biographie
Il naît à Kiev dans une famille d'origine juive. Sa mère, Angèle Morissovna, était catholique, et son père luthérien. Il étudie à l'école réputée de Leningrad Sankt-Petri-Schule. En 1937, il est diplômé de la faculté de philologie et de littérature russe de l'université d'État de Saint-Pétersbourg et, jusqu'en 1940, il y poursuit sa thèse.
Il commence à publier en 1936, alors qu'il est encore étudiant. Dans sa jeunesse, il était marxiste convaincu. Grâce à son excellente connaissance de la langue allemande, il participe à la rédaction de la deuxième édition de Mikhail Lifshitz (en) Marx et Engels, à propos de l'art en 1937 . Il enseigne à Arkhangelsk et à l'université Ouchinski de Iaroslavl. Son mémoire de maîtrise s'intitule „Arabesques“ et questions sur la vision mondiale de Gogol durant sa période pétersbourgeoise et est supervisée par Vassili Goupious. Elle n'est présentée qu'en 1947, après la Seconde Guerre mondiale.
En 1942, il est arrêté et passe quatre années dans le camp de travail du Goulag « Sevjeldorlag » en Sibérie. La raison de cette arrestation est l'origine allemande de son grand-père, qui est dénommé « Edgard-Gaston-Georges» sur son passeport avec la mention de sa nationalité « allemande ». Sa mère a essayé de le sauver en invoquant les origines juives des Friedländer, et l'intercession d'éminents confrères a finalement permis de le sauver.
De 1946 à 1950, il enseigne à l'Institut des langues étrangères de Leningrad. À partir de 1955, il est collaborateur de l'Institut de littérature russe appelé Maison Pouchkine.
Il défend, en 1964, sa thèse de doctorat avec une monographie intitulée Karl Marx et Engels et les questions de littérature (1962, 2Modèle:Е édition 1968).
En 1983, lors du cinquième symposium, il est nommé président d'honneur de la « Société Internationale Dostoïevski ».

## Activités scientifiques
Il est membre du collectif d'auteurs qui a fait éditer : Histoire de la littérature russe. T. 9 (1956), Histoire de la critique russe (1958), Histoire du roman russe. T. 2 (1962), Dictionnaire encyclopédique des jeunes auteurs littéraires (1987). Il est rédacteur du recueil Courant poétique du lyrisme russe (1973), membre du collège de rédacteurs de Histoire de la littérature mondiale (тт. 1—8, 1983—1994) et de la revue Littérature russe. Il participe à la préparation du recueil Marx et Engels à propos de l'art (тт. 1—2, 4-е изд. 1983; ensemble avec Mikhaïl Lifchits, et prépare l'édition des travaux de José Ortega y Gasset Esthétique. Philosophie de la culture (1991).

### Dostoïevski
Friedländer apporte une contribution importante à l'étude des ouvrages de Fiodor Dostoïevski. Il est l'initiateur du groupe de recherche sur les travaux de cet auteur au sein de la Maison Pouchkine, et réalise une série de travaux fondamentaux :
- Recueil des œuvres complètes de Dostoïevski (тт. 1-30, 1972—1990, rédacteur en chef adjoint)[5];
- Recueil Dostoïevski. Matériaux et recherches (vice-rédacteur principal т. 1, rédacteur en chef des тт. 2—13)[12];
- Annales de la vie et de l'œuvre de Fiodor Dostoïevski (t. 1-3, 1993—1995)[13].